# Palliduphantes liguricus
Palliduphantes liguricus là một loài nhện trong họ Linyphiidae.
Loài này thuộc chi Palliduphantes. Palliduphantes liguricus được Eugène Simon miêu tả năm 1929.